# Ferro alfa

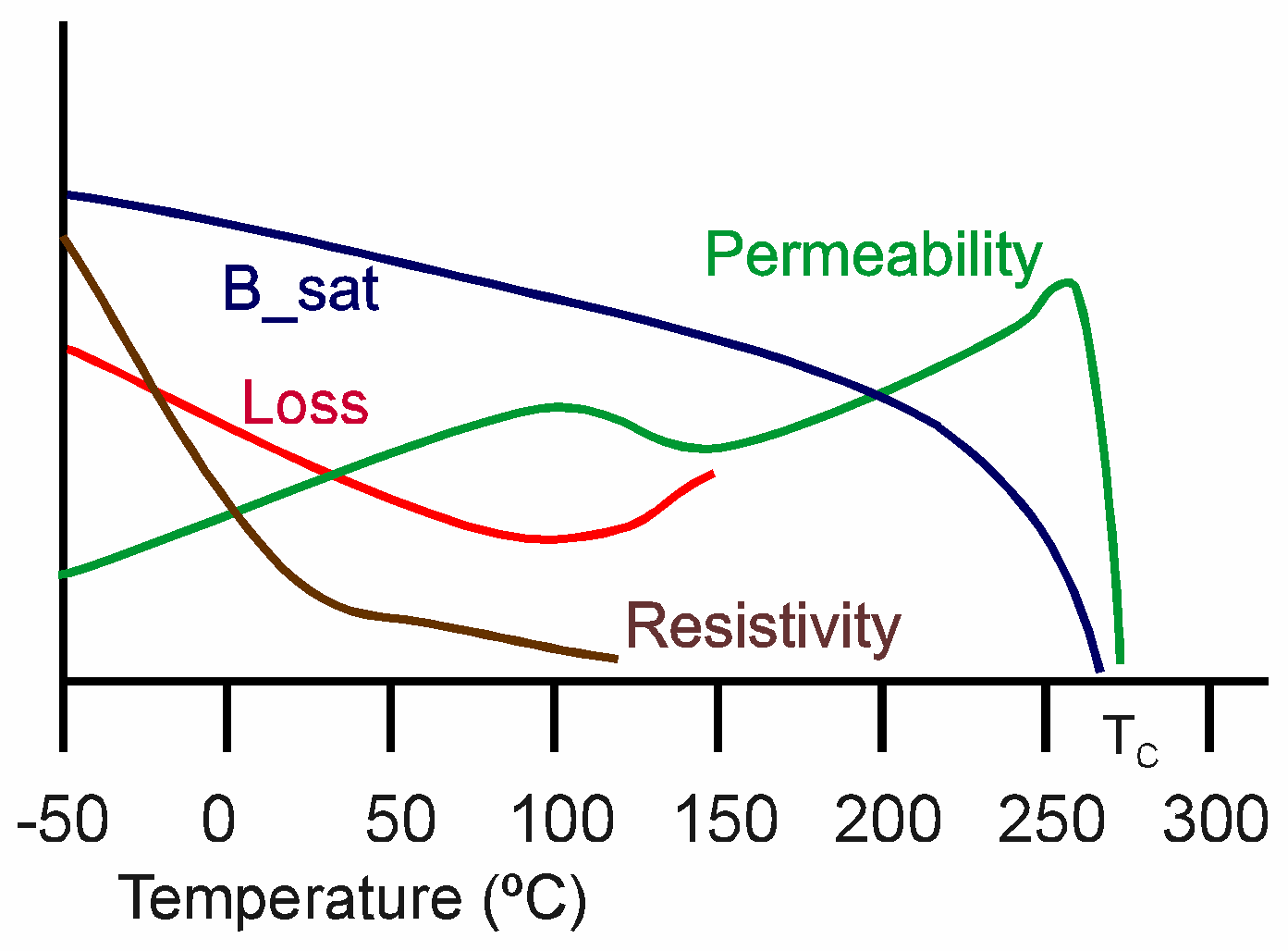
Propietats de la Ferrita: resistència específica (resistivity), densitat de saturació de
flux (B_sat), permeabilitat (permeability) i pèrdua total (loss)

La ferrita o ferro alfa en metal·lúrgia és un material ceràmic ferromagnètic, compost per ferro, bor i bari, estronci o molibdè. Cristal·litza en el sistema cúbic i s'empra en la fabricació de: imants permanents aliats amb cobalt i bari, en nuclis d'inductàncies i transformadors amb níquel, zinc o manganès, ja que hi queden eliminades pràcticament els corrents de Foucault.

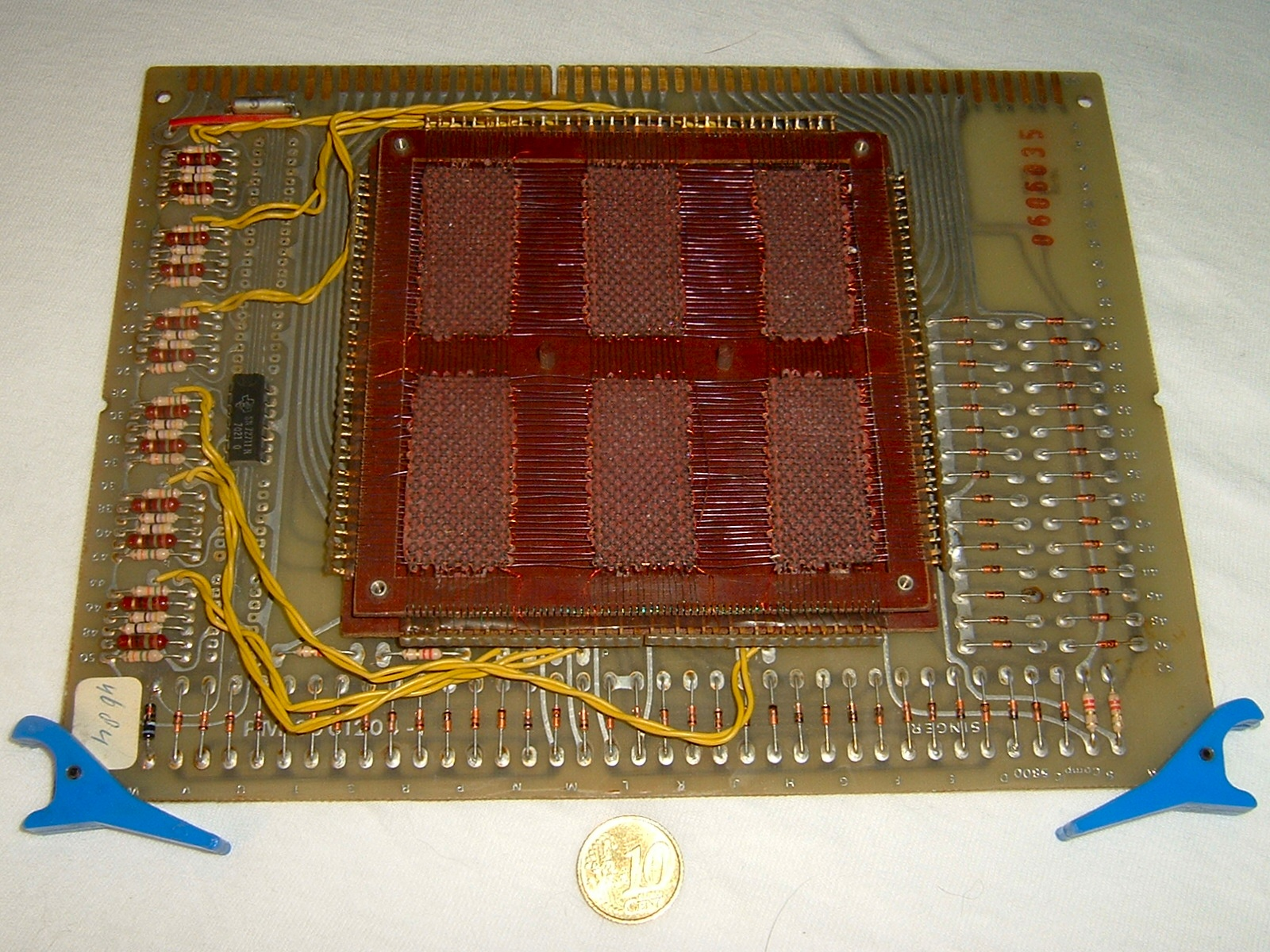
Memòria tòrica de ferrita per ordinador

Les ferrites tenen una alta permeabilitat magnètica, la qual cosa els permet d'emmagatzemar camps magnètics amb més força que el ferro. Les ferrites es produeixen sovint en forma de pols, amb el qual es poden produir peces de gran resistència i duresa, prèviament modelades per pressió i després escalfades, arribar a la temperatura de fusió, dins d'un procés conegut com a sinterització. Mitjançant aquest procediment es fabriquen nuclis per transformadors, bobines i altres elements elèctrics o electrònics.
Els primers ordinadors estaven dotats de memòries que emmagatzemaven les seves dades en forma de camp magnètic en nuclis tòrics de ferrita, els quals estaven acoblats en conjunts de nuclis de memòria.
La pols de ferrita s'usa també en la fabricació de cintes per a gravació, en aquest cas, el material és triòxid de ferro. Una altra utilització comuna són els nuclis de ferrita, usats popularment en multitud de cables electrònics per a minimitzar les interferències electromagnètiques (EMI). Es disposen en allotjaments de plàstic que agafen el cable mitjançant un sistema de tancament. En passar el cable per l'interior del nucli augmenta la impedància del senyal sense atenuar les freqüències més baixes. Com més nombre d'espires dins el nucli major augment, per això alguns fabricants presenten cables amb bucles en els nuclis de ferrita.
Aquests pols de ferrita és utilitzat també com a component magnètic del tòner d'impressores làser, pigment d'algunes classes de pintura, pols d'inspecció magnètic (usat en soldadura), tinta magnètica per a imprimir xecs i codis de barres i, alhora, amb aquesta pols i l'addició d'un fluid portador (aigua, oli vegetal o mineral, o de cotxe) i un surfactant o tensioactiu (àcid oleic, àcid cítric, lecitina de soja) és possible de fabricar ferrofluids casolans.

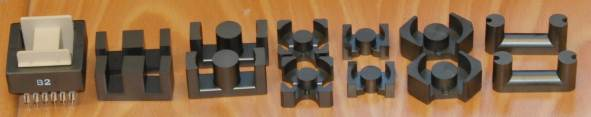
Nuclis de ferrita